# Xerraire de Vassal
El xerraire de Vassal (Pterorhinus vassali) és un ocell de la família dels leiotríquids (Leiothrichidae).

## Hàbitat i distribució
Habita boscos i matolls de muntanya al centre i sud de Laos i sud del Vietnam al centre i sud d'Annam.